# Будугское плато
Будугское плато (азерб. Buduq platosu) — плато в Большом Кавказе, в Губинском районе Азербайджана.

## География
Плато расположено в части Главного Кавказского хребта, находящейся между реками Кудиалчай и Карачай. Плато отделено от хребтов Гайтар-Годжа и Шудуг межгорными впадинами. Длина плато с севера на юг составляет около 12 км, а ширина — 5 км. Средняя высота — 2000 м.
Будугское плато сложено из юрского и мелового известняка. Поверхность имеет наклон с запада на восток, края плато обрывистые. Здесь расположены субальпийские луга, которые используются как зимние пастбища и для сенокоса.